# Post- und Telegraphenverwaltung
Die Österreichische Post- und Telegraphenverwaltung (PTV, auch ÖPT) war die oberste Verwaltungsbehörde und zugleich Leitung des staatseigenen österreichischen Post- und Telekommunikationswesens. Die Behörde wurde 1866 gegründet, als eine Sonderabteilung für Post und Telegraphie im damaligen Handelsministerium eingerichtet wurde. Ihr offizielles Emblem war der kaiserlich-königliche Doppeladler auf gelbem Grund und später der Bundesadler, beide mit Posthorn. Die PTV wurde 1996 aufgelöst und privatisiert.
Das staatliche Unternehmen teilte sich in drei Sparten auf: Postwesen und Postbusse, Telekommunikation und Organisation & Personal.

## Geschichte

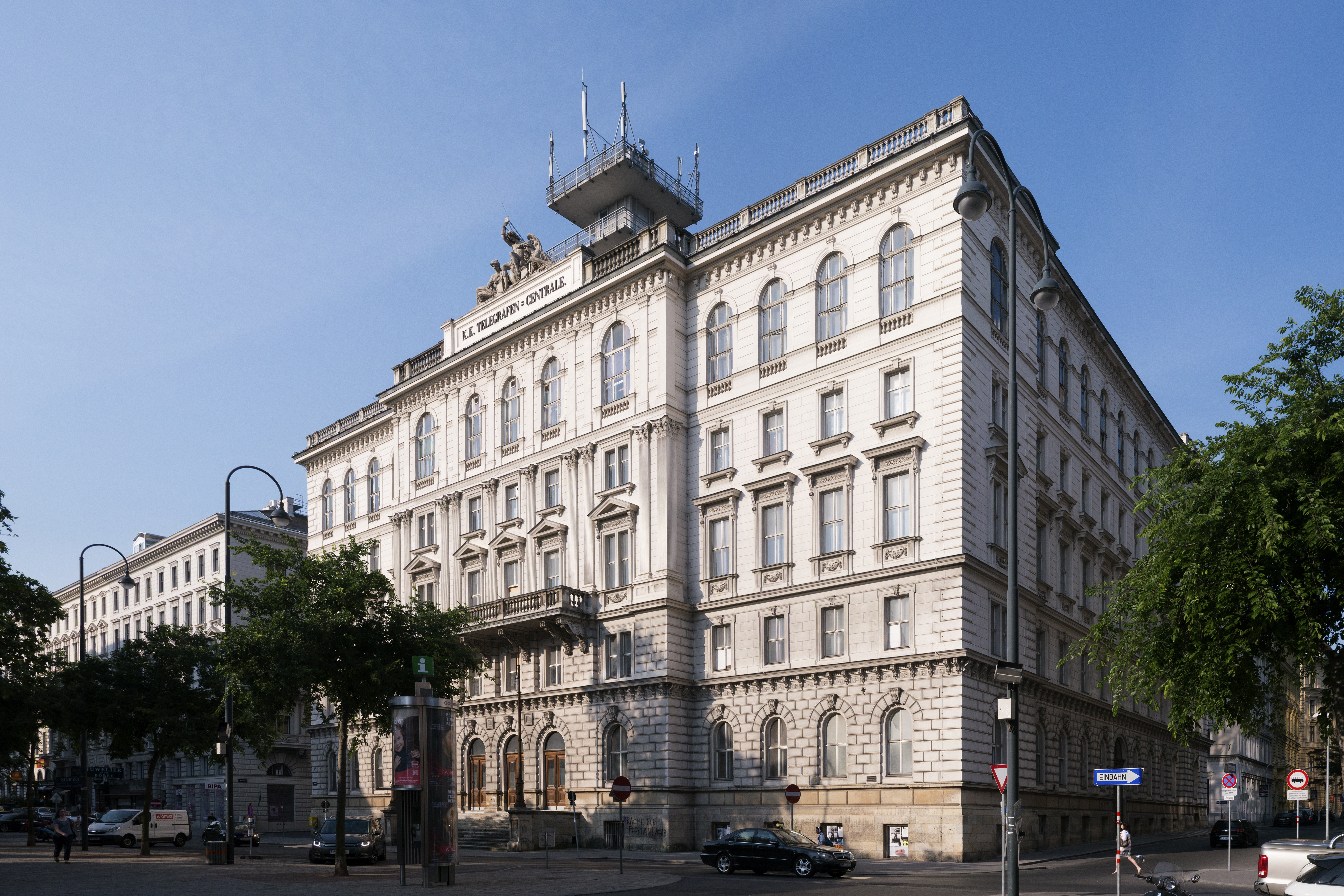
Die Zentrale der PTV in Wien-Innere Stadt, Börseplatz 1

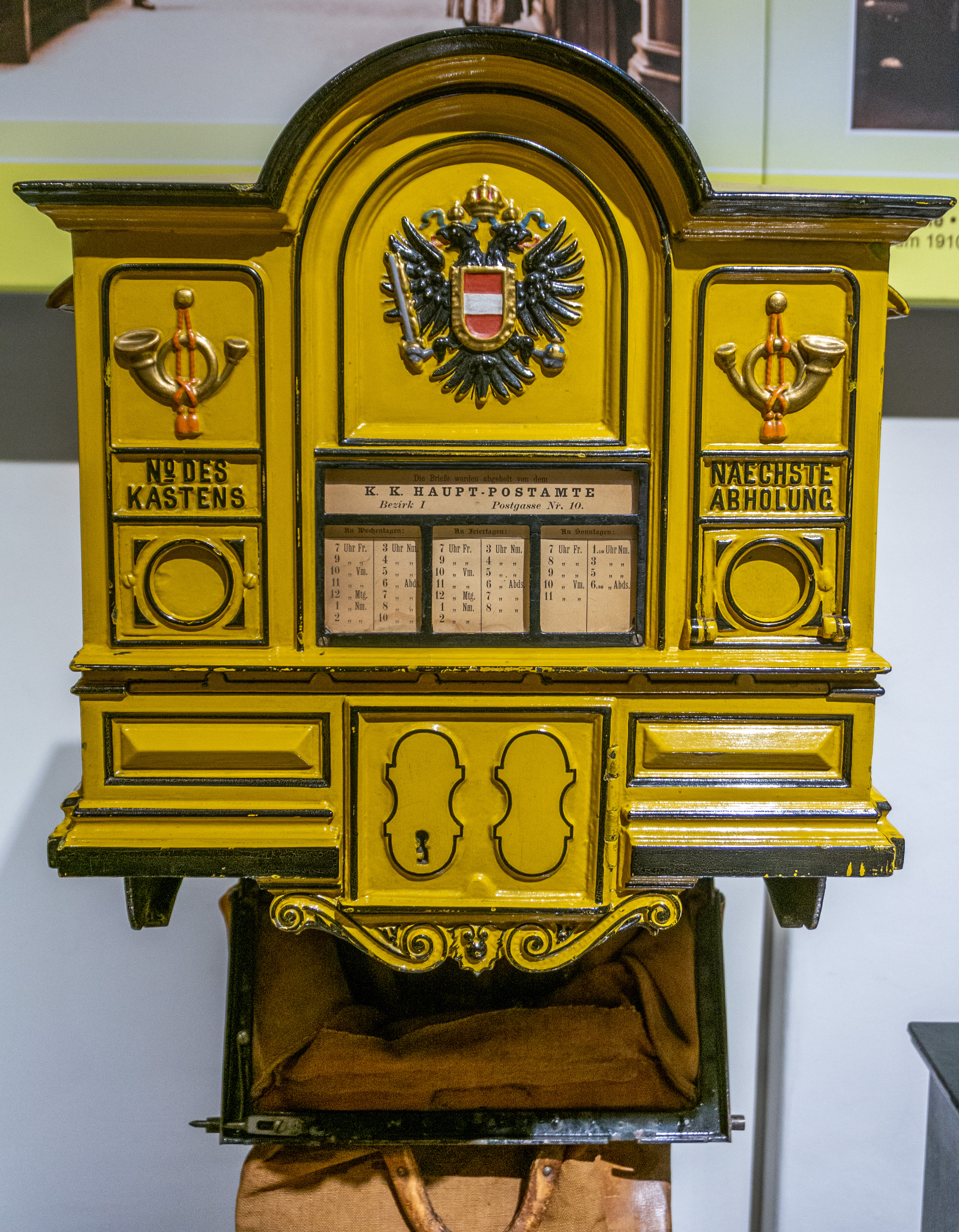
Postbriefkasten um 1900

→ siehe auch: Österreichische Postgeschichte bis 1806

### Postbereich

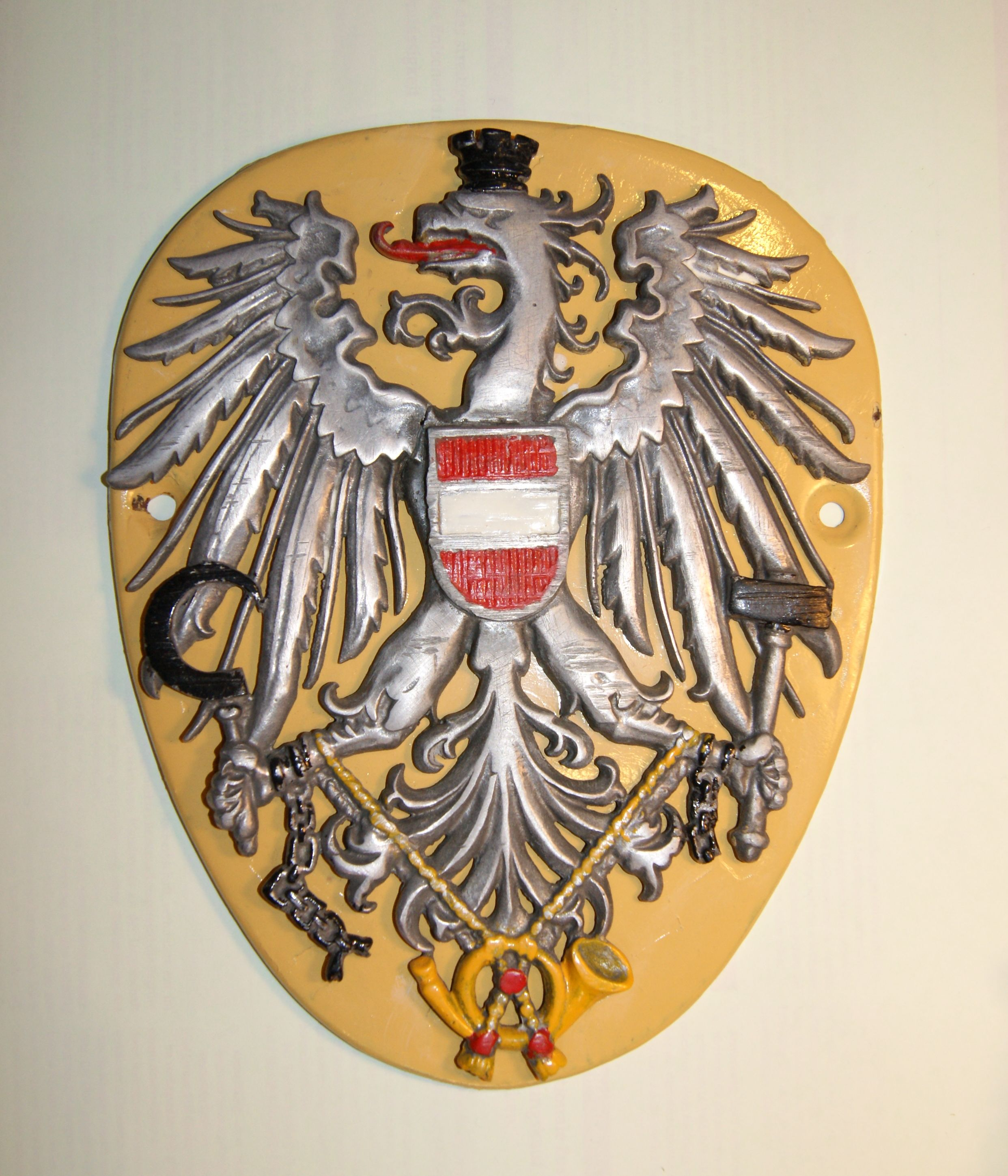
Bundesadler mit Posthorn von einem Postbus

Im Jahre 1490 errichtete König Maximilian I. die erste dauerhaft betriebene Postverbindung Europas. Der Niederländische Postkurs verband Innsbruck mit den Niederlanden und Italien. In Österreich gab es seit 1722 ein Postsystem als Staatsmonopol, gegründet von Kaiser Karl VI. Aber erst 20 Jahre später baute sich dieses Unternehmen wirklich aus.
Unter Maria Theresia wurden 1749 mittels Postkutschen tägliche fahrplanmäßige Verbindungen der wichtigsten Städte Österreichs aufgenommen, ein Jahr später wurde der Paketdienst eingeführt und 1787 führte der Postmeister Johann Georg Khumer den Poststempel (Orts- und Tagesstempel, auch „OT-Stempel“ genannt) ein. Im Jahr darauf waren erstmals Einschreiben möglich.
Ab Anfang des 19. Jahrhunderts betrieb die PTV auch das Liechtensteiner Postsystem, doch dieser Betrieb endete 1921, als Liechtenstein in eine neue Postunion mit der Schweiz eintrat. Der Verwaltungsleiter Maximilian Otto von Ottenfeld modernisierte die Post in den Jahren 1829 bis 1848. Regionale Dienste wurden gleichgeordnet und er schuf einen Aufsichtsrat. Ab 1839 stellte er gedruckte Richtlinien für Angestellte zur Verfügung und eröffnete eine „Post-Bibliothek“, die später in die Sektion 3 der PTV Administration, Information und Dokumentation eingegliedert wurde.
Mit der Neuordnung des Portoentrichtungssystems 1817 wurden im gleichen Jahr auch die Briefkästen eingerichtet. Die erste österreichische Briefmarke erschien aber erst 33 Jahre später, in Form der gummierten Briefmarken mit einheitlicher Gebühr (1850). Einen weiteren Meilenstein bedeutete die Einführung des Telegrafen, im Jahr 1847 wurde der Telegrammdienst eingeführt. Am 1. Mai 1850 verkehrte auf der Kaiser Ferdinands-Nordbahn erstmals eine Bahnpost.

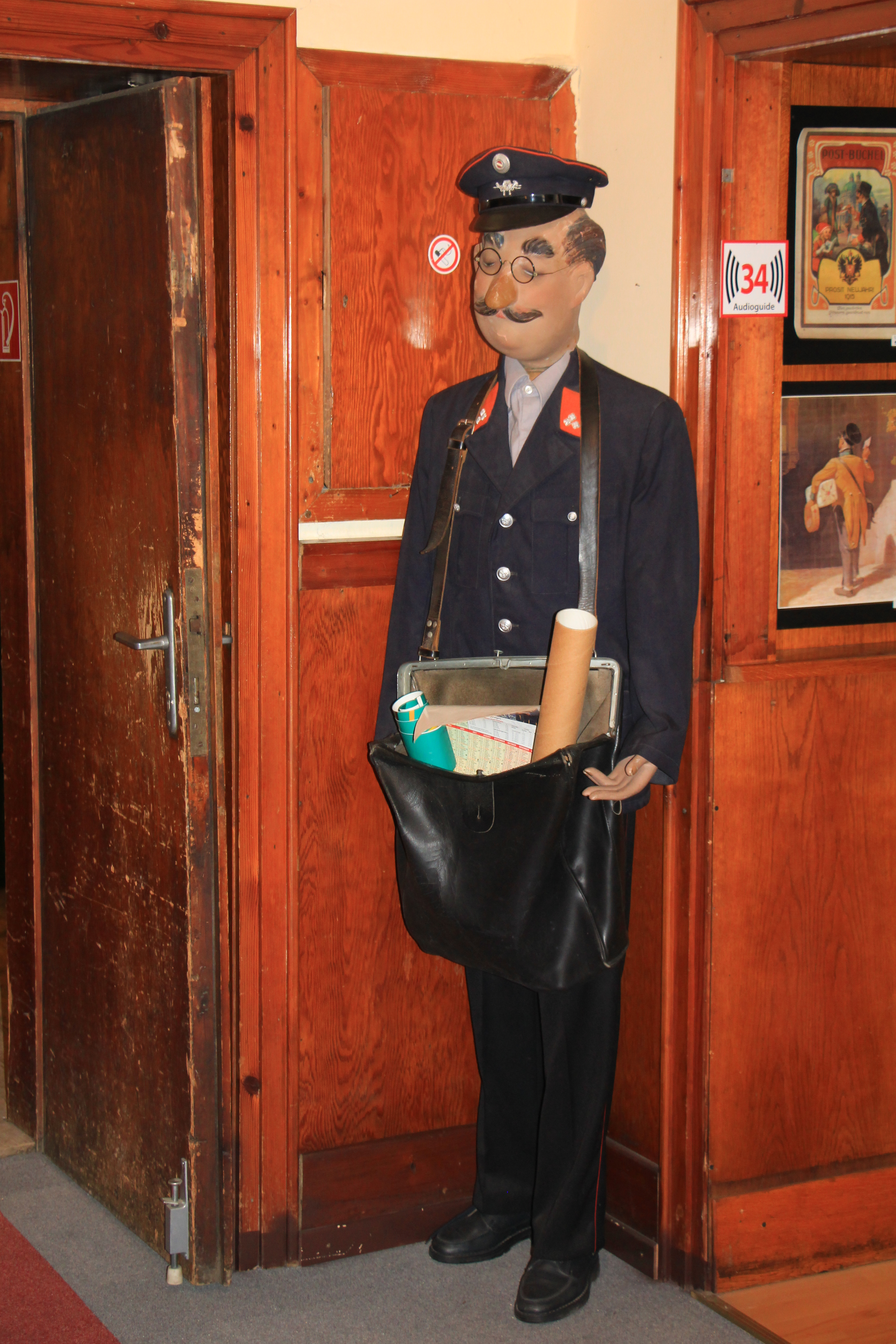
Briefträger-Uniform (1960er Jahre)

1863 wurden auf einer Internationalen Postkonferenz in Paris erste Richtlinien für den Abschluss internationaler Postverträge verabschiedet, elf Jahre vor der Gründung des Weltpostvereins. Ab dem Jahr 1866 wurde die Post- und Telekommunikationsära durch die aufkommende Elektrizität, den schnelleren Transport durch die Bahn und beginnende internationale Kooperation unterstützt, im selben Jahr die k.k. Post- und Telegraphenverwaltung gegründet. Im Jahr 1869 konnten die ersten Postkarten (sogenannte „Correspondenz-Karten“) verschickt werden, seit 1888 auch als Ansichtskarten.

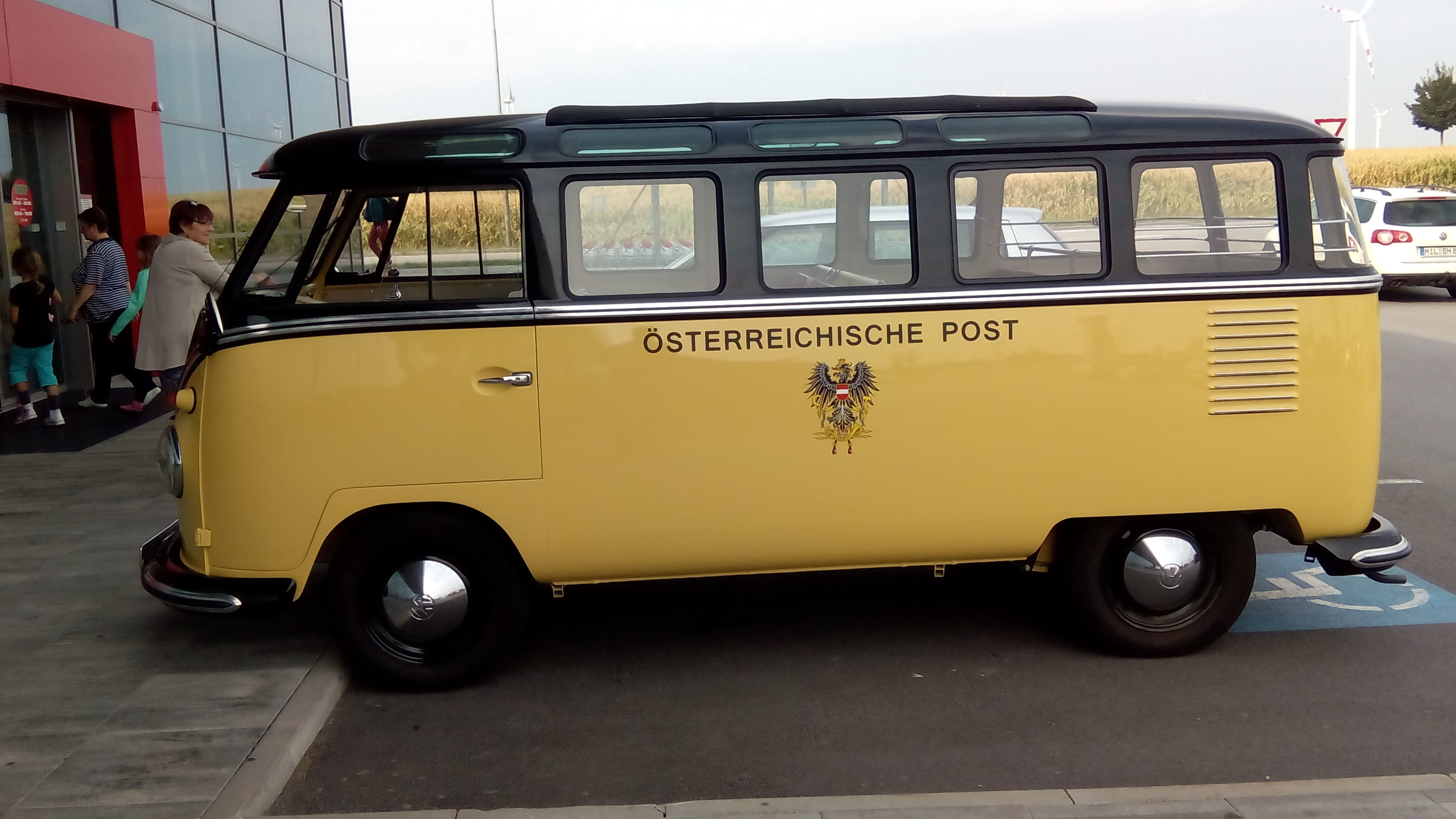
VW T1-Transporter der ÖPT

In den Jahren von 1875 bis 1956 bestand eine Rohrpost in Wien. Im Endausbau verband diese insgesamt 53 Rohrpoststellen auf einer Gesamtlänge von 82,5 Kilometern.
1903 wurde die Mitteleuropäische Zeit im Postdienst eingeführt. Im Jahr 1907 weihte der Generaldirektor Friedrich Wagner-Jauregg (ein Bruder des Nobelpreisträgers Julius Wagner-Jauregg) den ersten Postautobus ein, im Jahr 1913 wurden erstmals Elektrofahrzeuge im Postdienst (Verteildienst) eingesetzt. Mitten im Ersten Weltkrieg entstanden im Jahre 1916 die ersten Hausbriefkästen in Österreich und zwei Jahre später der weltweit erste zivile Luftpostdienst.
1928 gab es erstmals Flugpost nach Übersee. Seit dem 19. März 1938 unterstand die ÖPT sowie die Postsparkasse der Reichsverwaltung Deutsche Reichspost und damit dem Reichspostminister. Die Einführung neuer Postgebühren für Briefe und Postkarten im Lande Österreich erfolgte am 4. April 1938. Am 1. August 1938 erfolgte die endgültige Einführung neuer Postgebühren und die Angleichung des Postdienstes im Lande Österreich (RGBl. Nr. 110).
1945 wurde die PTV wieder österreichisch. In den 1950er Jahren kam mit dem Elektro-Niederflur-Omnibus (ENO) eine neue Generation von elektrisch betriebenen Post-Transportern zum Einsatz. Im Jahre 1966 wurde das österreichische Postleitzahlensystem eingeführt. Acht Jahre später folgte bereits das erste Mobiltelefonnetz in Österreich. Mitte der 1990er Jahre führte die Österreichische Post den sogenannten EMS („Express Mail Service“), also die vorrangig behandelte Versendung von Briefen und Paketen, ein.

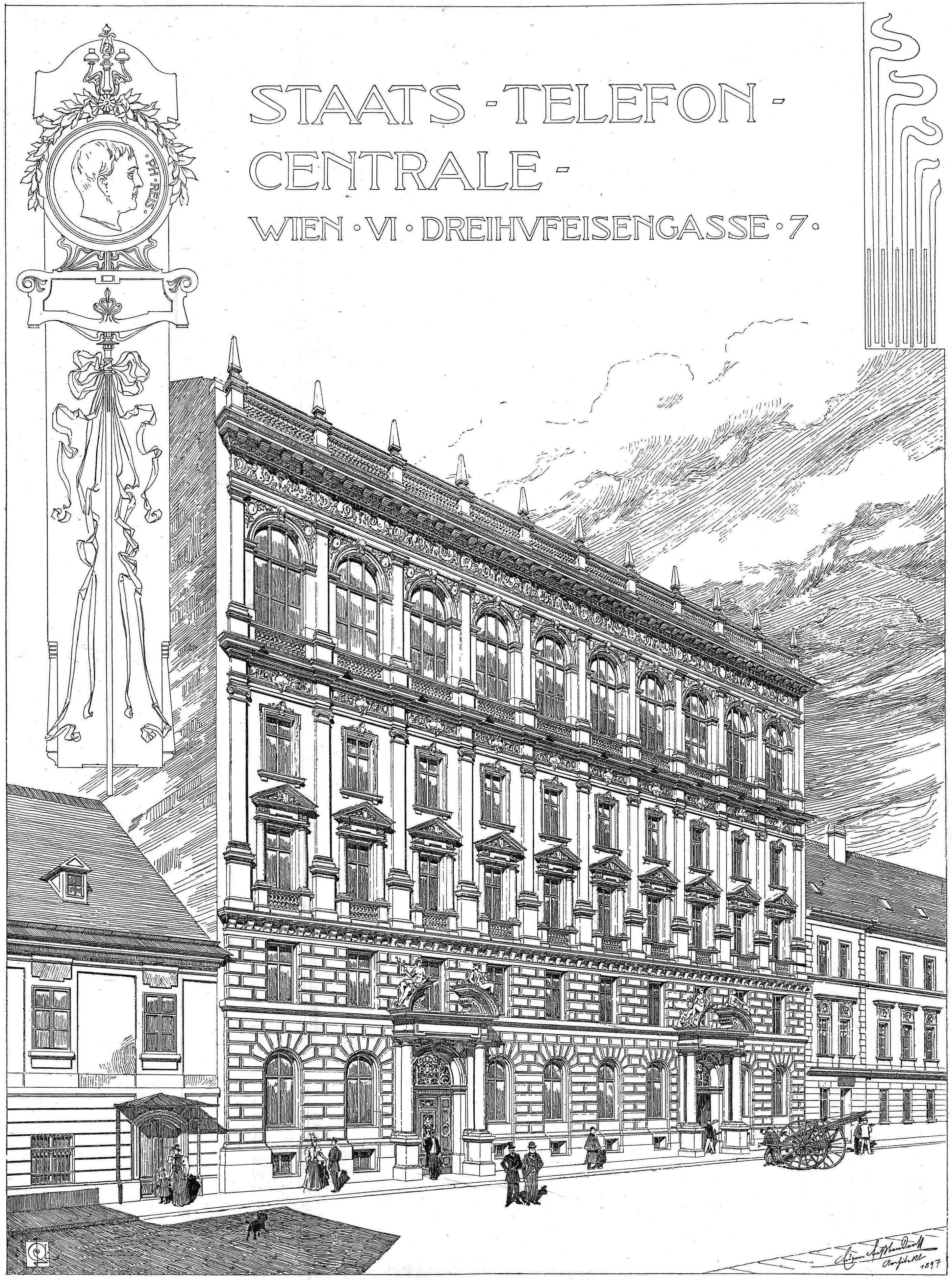
Centrale I des Staatstelephons, Grafik des Architekten Eugen Fassbender, 1897

| Bereich | Einnahmen | Ausgaben | Mitarbeiter |
| ------- | --------- | -------- | ----------- |
| Post    | 28,6 %    | 41,9 %   | 55,4 %      |
| Postbus | 3 %       | 5,9 %    | 7,9 %       |

### Telekommunikationsbereich
Die Telekommunikationssparte der ÖPT teilte sich in 6 Bereiche:
- Text- und Datenkommunikation
- Betrieb
- Verkabelung
- Schaltsysteme
- Radio- und Satellitentechnologie, Ausstrahlung und Netzanschlüsse
- Geschäftsleitung

Im Jahr 1881 kam das Telefon nach Wien. In den ersten 14 Jahren wurde das Telefonnetz mit 154 Anschlüssen von einer kleinen, privaten Firma betrieben, doch dieses Telefonnetz war unzuverlässig, teuer und schlecht ausgebaut.
1895 wurden die elf privat betriebenen Telefonnetze verstaatlicht und von der PTV übernommen. Der Name des Unternehmens sollte ursprünglich geändert werden, aber letztendlich konnte der Name beibehalten werden, da die PTV sich entschloss, das Telefon als Telegraphie einzustufen, da es auch ein akustisches Gerät war.

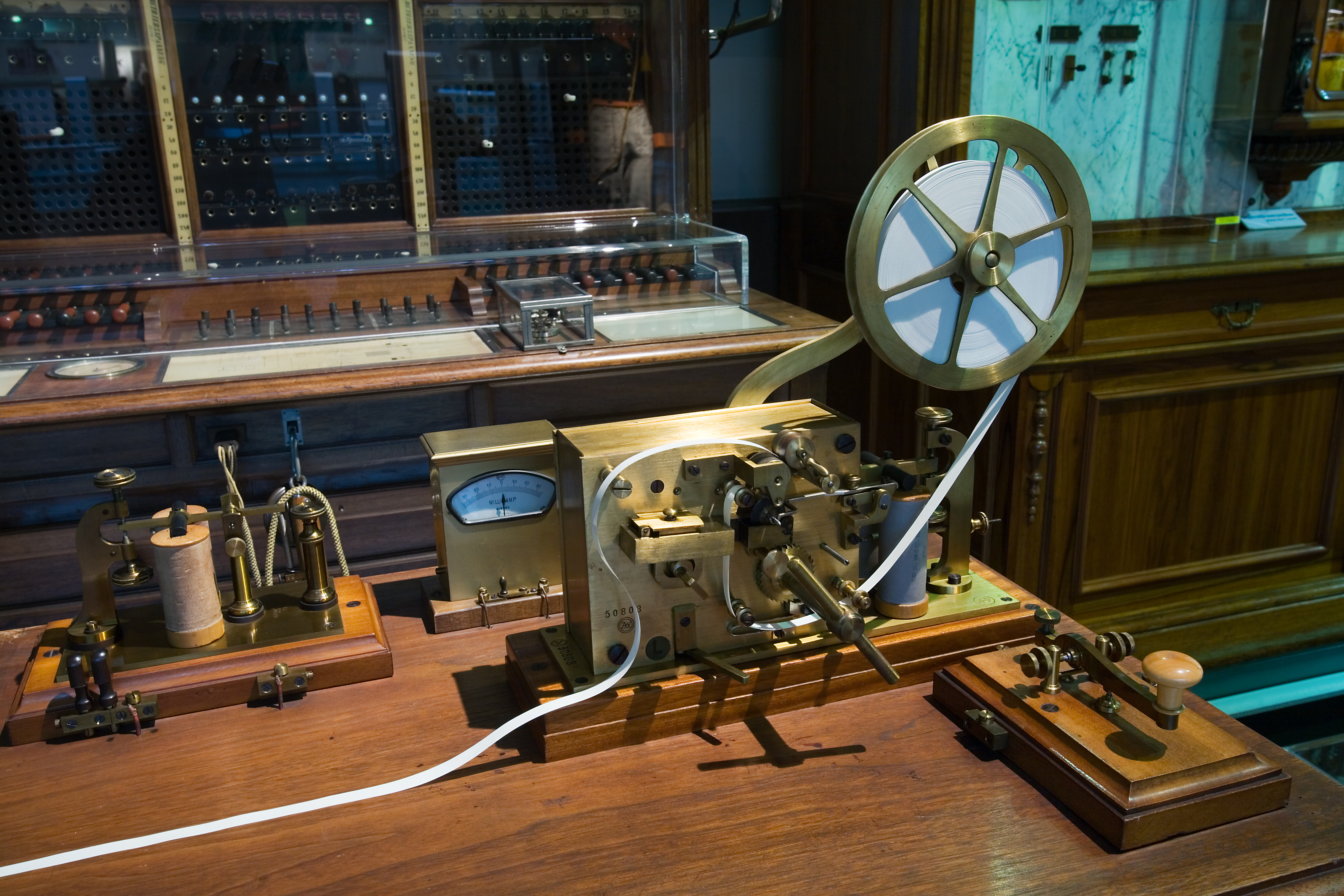
Telegraph von Czeija & Nissl (1896)

Nach erfolgter Verstaatlichung war das Bestreben der Staats-Telegraphenverwaltung zunächst dahin gerichtet, die Anlage den aktuellen Bedürfnissen des lokalen sowie interurbanen Verkehrs entsprechend zu gestalten und auszubauen. Da die mit übernommene Centrale Friedrichstraße 6 (Wien-Innere Stadt) sowie die interurbane Centrale im Telegraphengebäude (Börseplatz 1) unzulängliche, jede Erweiterung ausschließende Räume aufwiesen, entschloss man sich, die Centrale Friedrichstraße gänzlich aufzulassen und an deren statt zwei neue Zentralen zu errichten.
Mit Rücksicht auf die Ergebnisse eines geladenen Architektenwettbewerbs wurden zwischen 1897 und 1899 die Centrale I (Dreihufeisengasse 7 bzw. ab 1948: Lehargasse 7, Wien-Mariahilf) sowie die Centrale II (Hahngasse 4/Berggasse 35, Wien-Alsergrund) erbaut. In der Nacht vom 18. auf den 19. Februar 1899 wurde der Betrieb von der Centrale Friedrichstraße in die Centrale I verlegt und von dort Verbindungen zu einer zwischenzeitlich eingerichteten Zentrale (Ortsgespräche) in der Kolingasse, Wien-Alsergrund, sowie zur Ferncentrale am Börseplatz geschaltet. Nachdem vom 21. (Pfingstsonntag) auf den 22. Mai selben Jahres die Centrale II und damit die im Hause eingerichtete neue Ferncentrale aktiviert worden war, hatten die Ämter in der Kolingasse sowie am Börseplatz ihre Funktion als Zentralen verloren.
1903 wurden die ersten Münztelefone vorgestellt und 1910 begann die Automatisierung der Vermittlung. Anfang Jänner 1970 wurden die entsprechenden Arbeiten in den Bereichen von Dürnkrut und Neusiedl an der Zaya abgeschlossen, womit der Bezirk Gänserndorf als letzter Verwaltungsbezirk in Österreich vollautomatisiert war. Rund 60 Jahre nach Beginn der Automatisierung hatte damit in Österreich das „Fräulein vom Amt“ ausgedient.
Ab 1978 wurde das Telefonnetz digitalisiert, dabei wurde auch der Nummernkreis der Wiener Festnetznummern von 6- auf 7-stellig umgestellt. Im Jahr 1988 konnte der Bundesminister Rudolf Streicher den dreimillionsten Telefonanschluss übergeben, im selben Jahr wurde die Erdfunkstelle Aflenz eingeweiht und 1992 startete in Wien ISDN als Pilotversuch.
Die ersten Mobiltelefone wurden 1974 als Autotelefon vorgestellt und im darauf folgenden Jahr der Funkruf.
| Bereich | Einnahmen | Ausgaben | Mitarbeiter |
| ------- | --------- | -------- | ----------- |
| Telekom | 68,4 %    | 52,2 %   | 32,1 %      |

### Kooperationen und Partner
- 1883 begann die Kooperation zwischen der PTV und der PSK und Geldbriefe waren somit in den meisten Postfilialen erhältlich.
- Ab 1923 besaß die PTV 30 % der Aktien der Radio Austria AG, wodurch diese die Kabel- und später Satelliteninstallationen der PTV für internationale öffentliche Telekommunikationsdienste nutzen.
- Die PTV hielt immer eine enge Beziehung zur Deutschen Bundespost – Telekom, besonders in technischen Angelegenheiten.

## Auflösung der PTV
Am 1. Mai 1996 wurde die Behörde in die Post und Telekom Austria AG umgewandelt. Zu diesem Zeitpunkt umfasste die Infrastruktur der Post insgesamt 2334 Postämter, 13.000 Fahrzeuge (davon 1.629 Postbusse), 3,9 Millionen Telefonleitungen, rund 2,4 Mrd. jährlich versendeter Briefe, 500.000 Mobilkom-Kunden und 45.000 Datakom-Kunden.
Die heutigen Nachfolgeunternehmen der PTV sind die Österreichische Post AG, die A1 Telekom Austria AG und die Österreichische Postbus AG.

## Bildergalerie

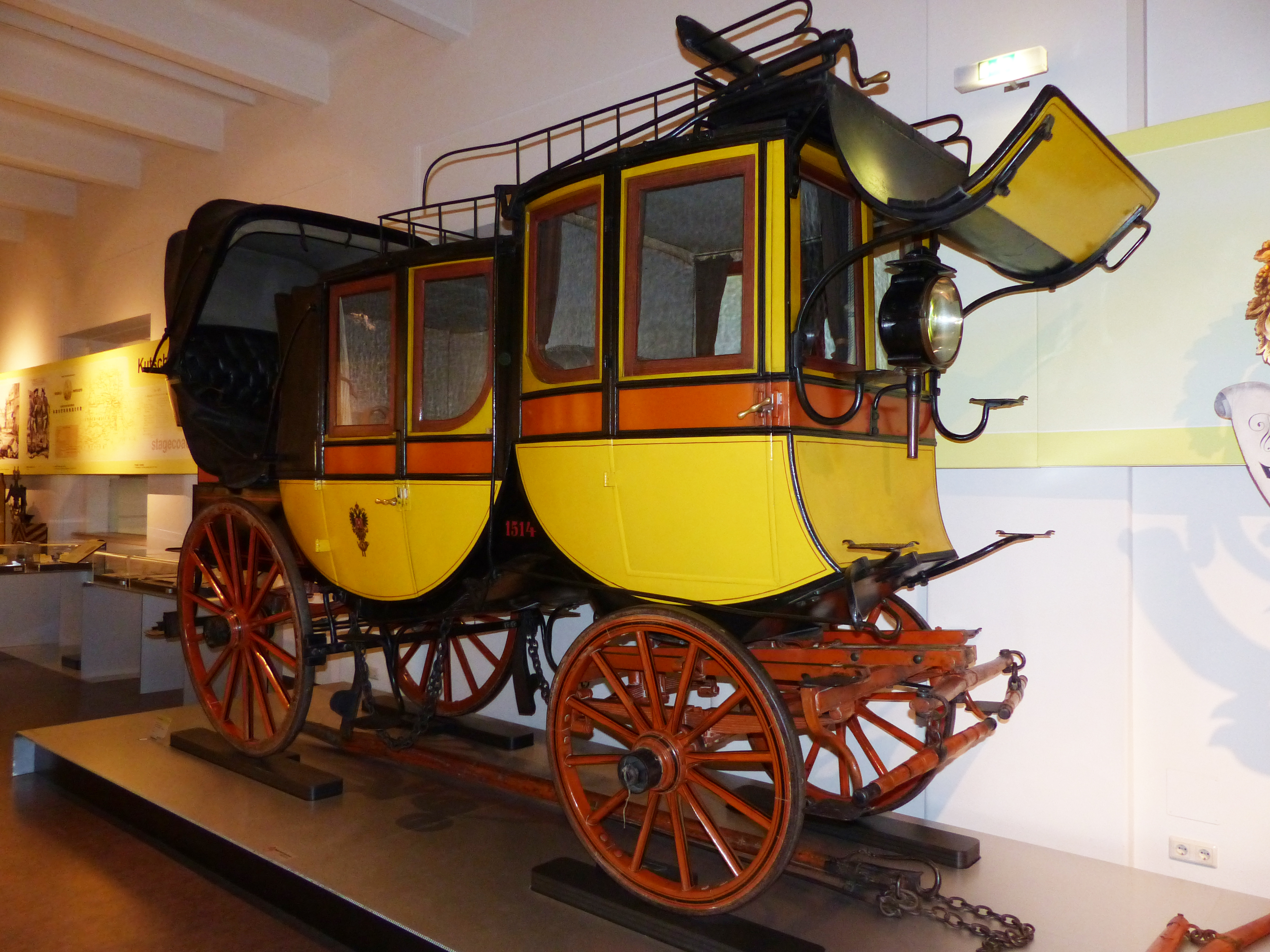
Postkutsche von 1894 im TMW
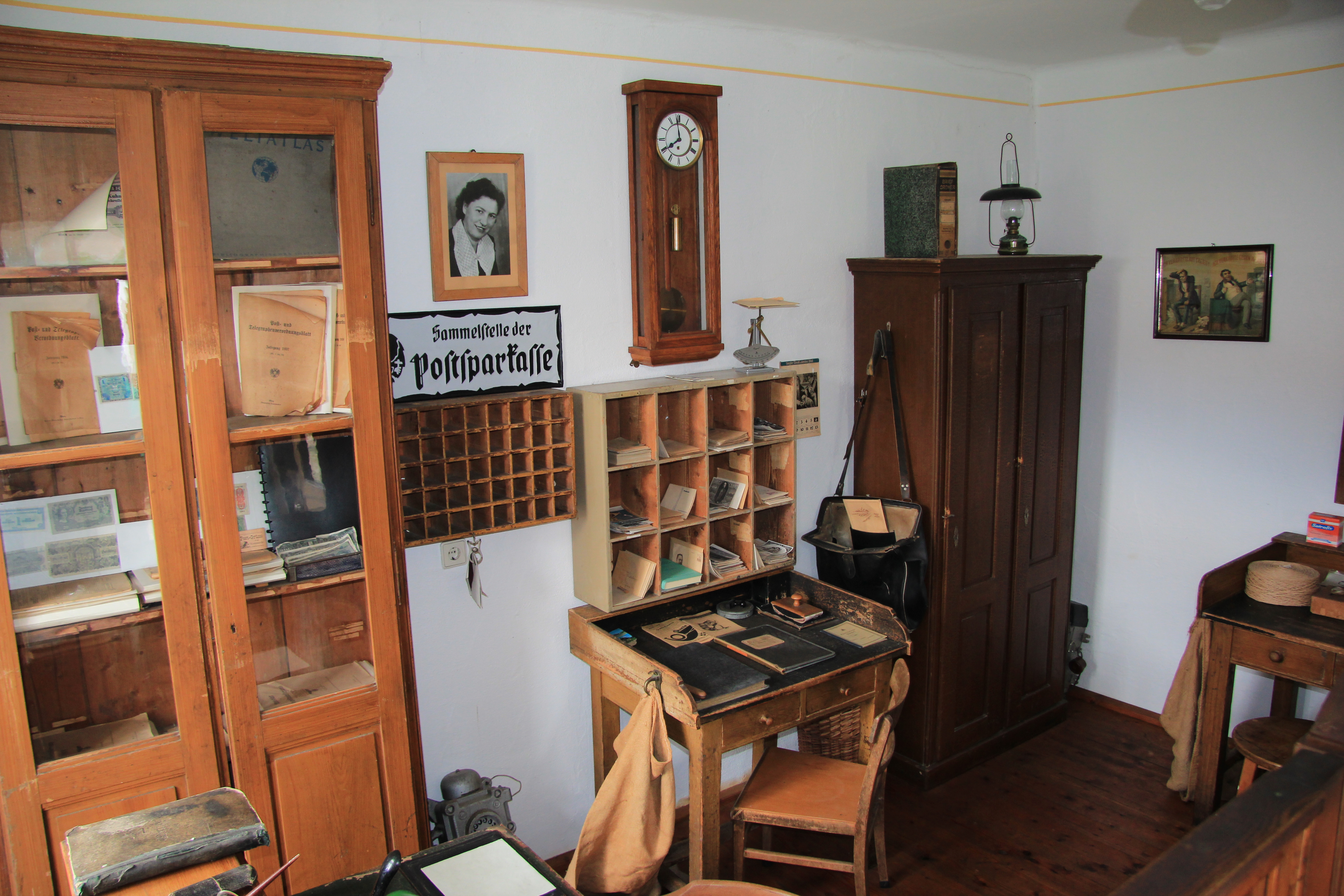
Historisches ländliches Postamt (Dorfmuseum Mönchhof)
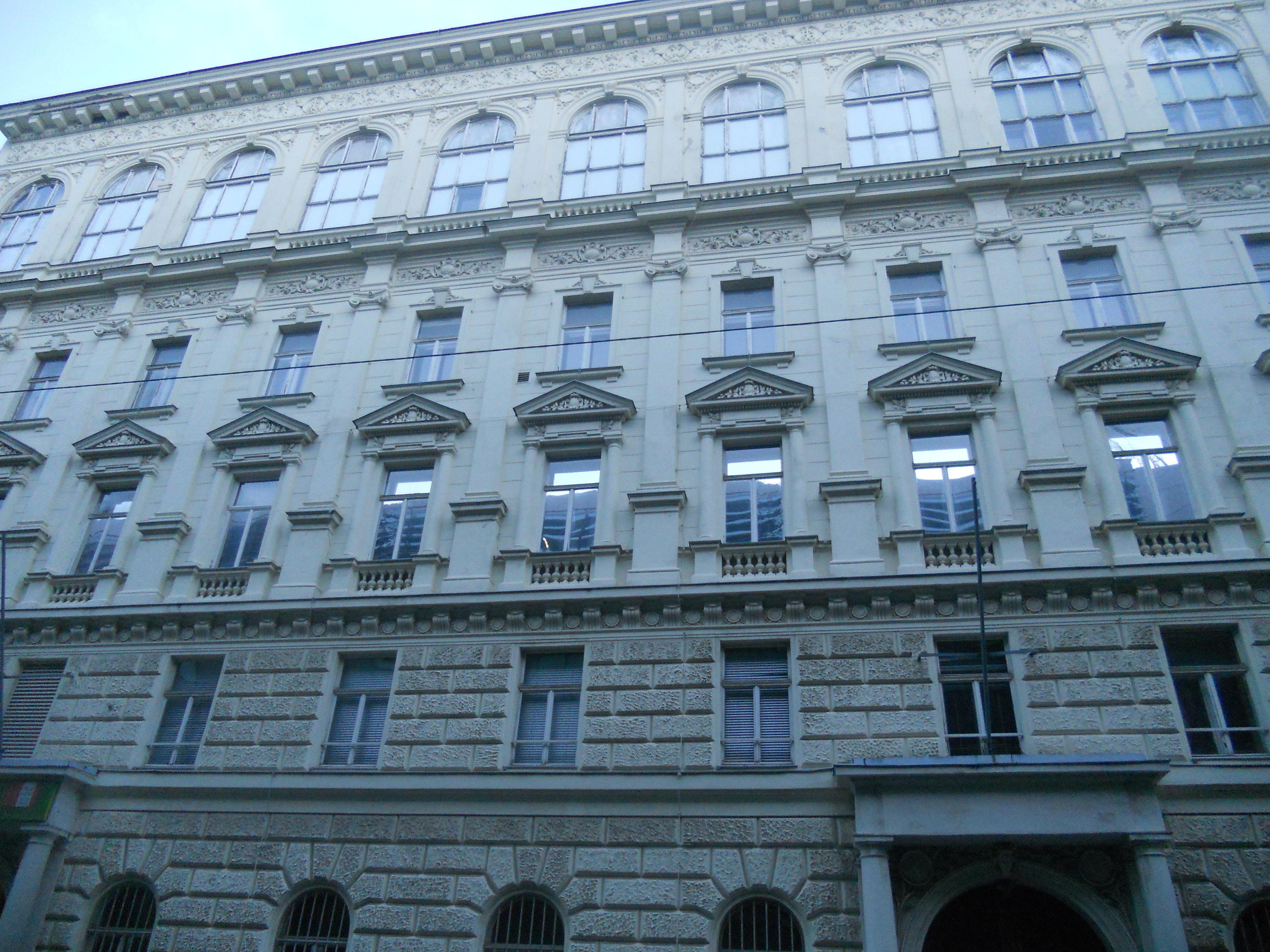
Centrale I des Staatstelephons, Wien-Mariahilf, Lehargasse 7 (bis 1948: Dreihufeisengasse 7), erbaut 1897/99 von Eugen Fassbender (Fassade: k.k. Baurat Julius Koch)
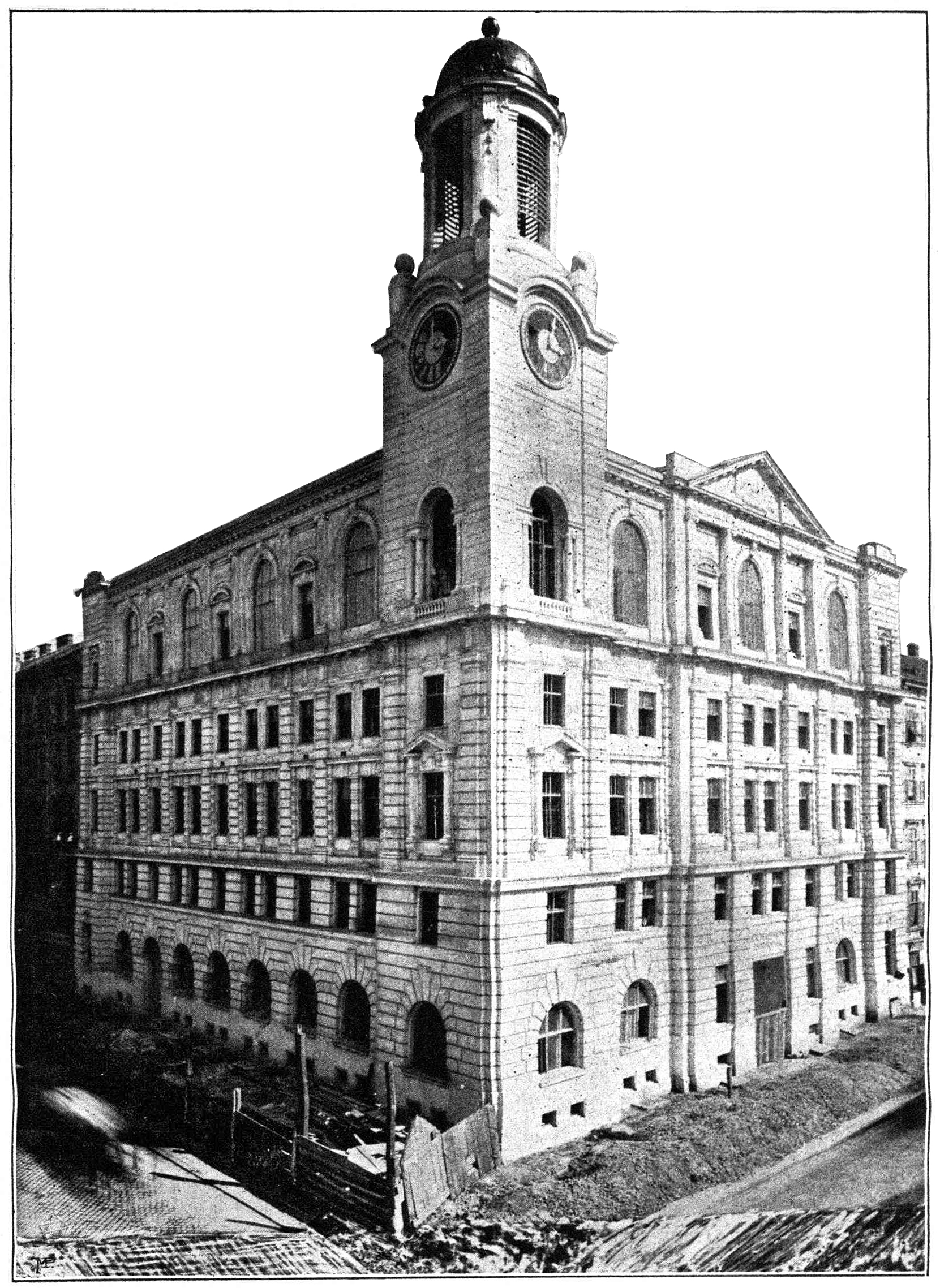
Centrale II des Staatstelephons, Wien-Alsergrund, Hahngasse 4 (links) bzw. Berggasse 35, erbaut 1897/99 von Franz von Neumann (Bild: 1898).[Anm. 1]
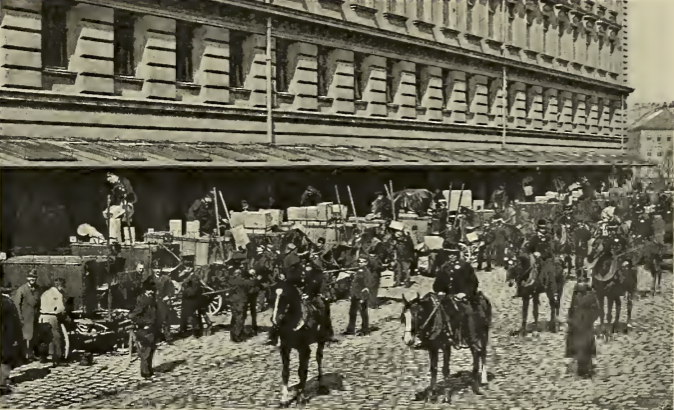
Post-Verteilzentrum im Jahre 1905
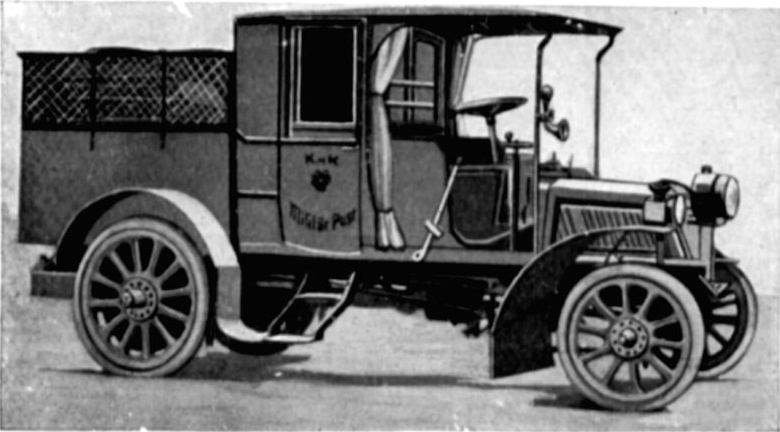
Post-LKW (um 1910)
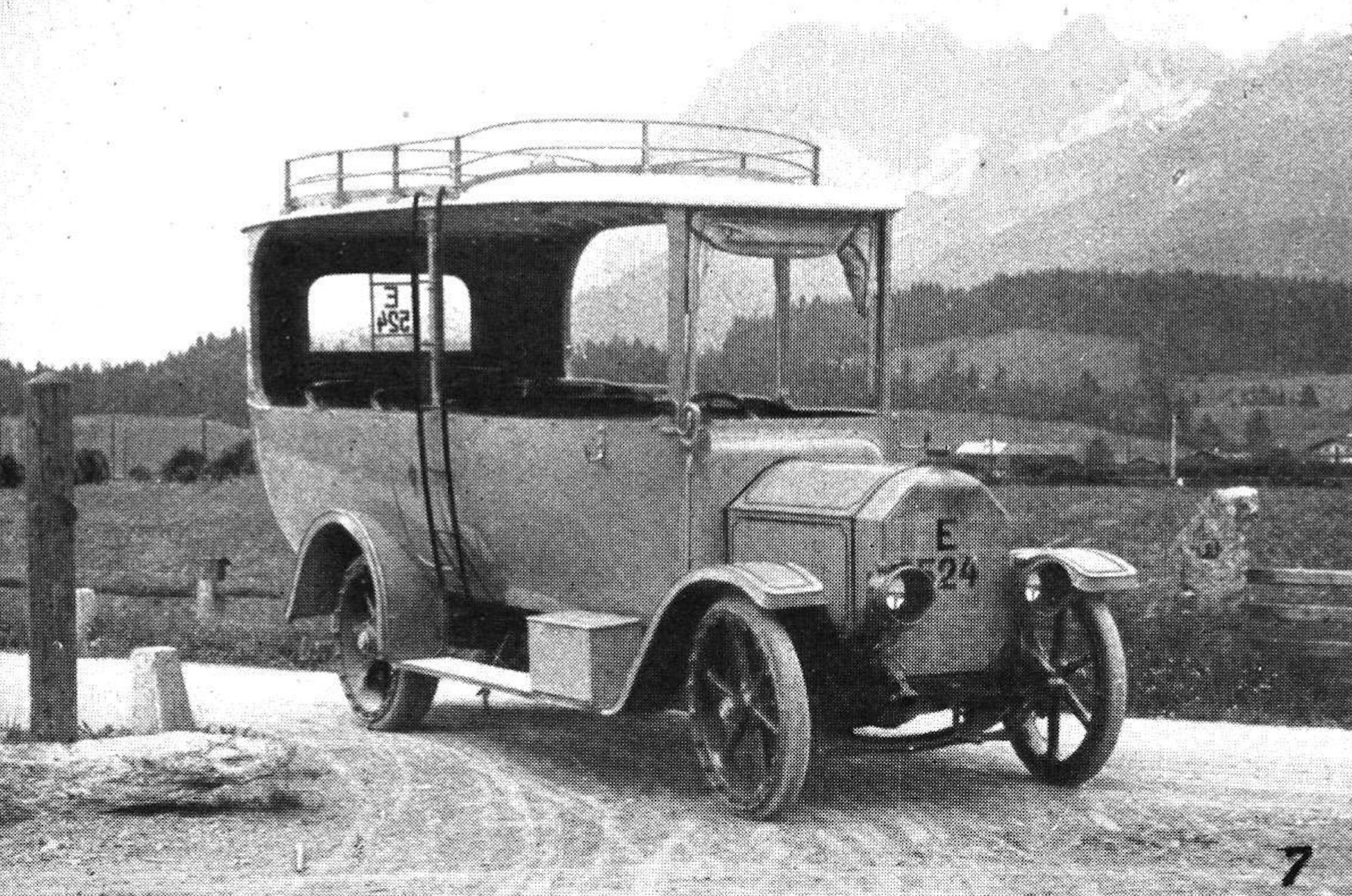
Postbus-Einheitstype ET 13
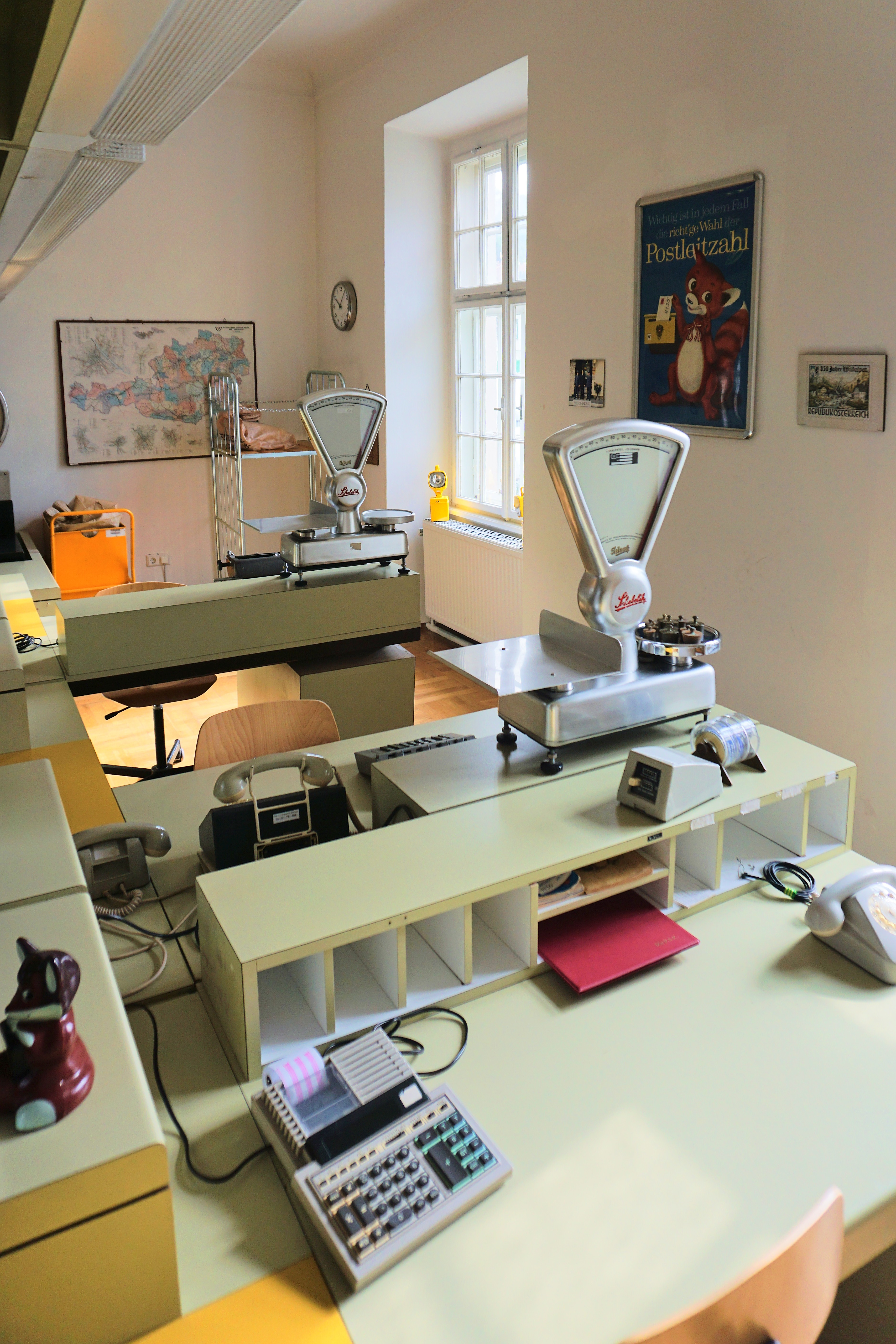
Historisches Postamt